# Capheris approximata
Capheris approximata là một loài nhện trong họ Zodariidae.
Loài này thuộc chi Capheris. Capheris approximata được Ferdinand Karsch miêu tả năm 1878.